# Фарерские острова в Первой мировой войне

Морская карта Северного и Балтийского морей 1914 года. Фарерские острова находятся на Северо-западе, ближе к легенде карты, и подписаны как «FÄR-ÖER»

Хотя Фарерские острова во время Первой мировой войны были нейтральными, как и остальная часть Королевства Дания, последствия войны также были ощутимыми. Линии снабжения и связи архипелага с Данией через Северное море были отрезаны или нарушены в результате военных действий. Война оказала большое влияние на экономическую и политическую жизнь Фарерских островов, население которых составляло около 20 000 человек.
В 1917 году Германия начала неограниченную подводную войну, что также повлияло на рыболовство к юго-западу от Фарерских островов. Великобритания строго следила за соблюдением блокады Германии, требуя от судов, курсирующих между Фарерскими островами и Данией, заходить в Оркнейские острова, которые находились в зоне подводных войн. Некоторые фарерские суда были потоплены во время войны, но никто из моряков не погиб. Как и Исландия, которая также входила в состав Датского королевства, Фарерские острова хотели иметь безопасный торговый путь на запад, в Северную Америку. Когда в 1917 году более 3 000 фарерцев подписали «обращение» к британскому правительству с просьбой о создании торгового пути на запад, это вызвало политический кризис в отношениях с Данией, известный как «Дело об обращении».
Распад империй и образование новых национальных государств в Европе после Первой мировой войны также повлияют на развитие движения за независимость Фарерских островов.

## Нарушение линий снабжения и воздействие на экономику

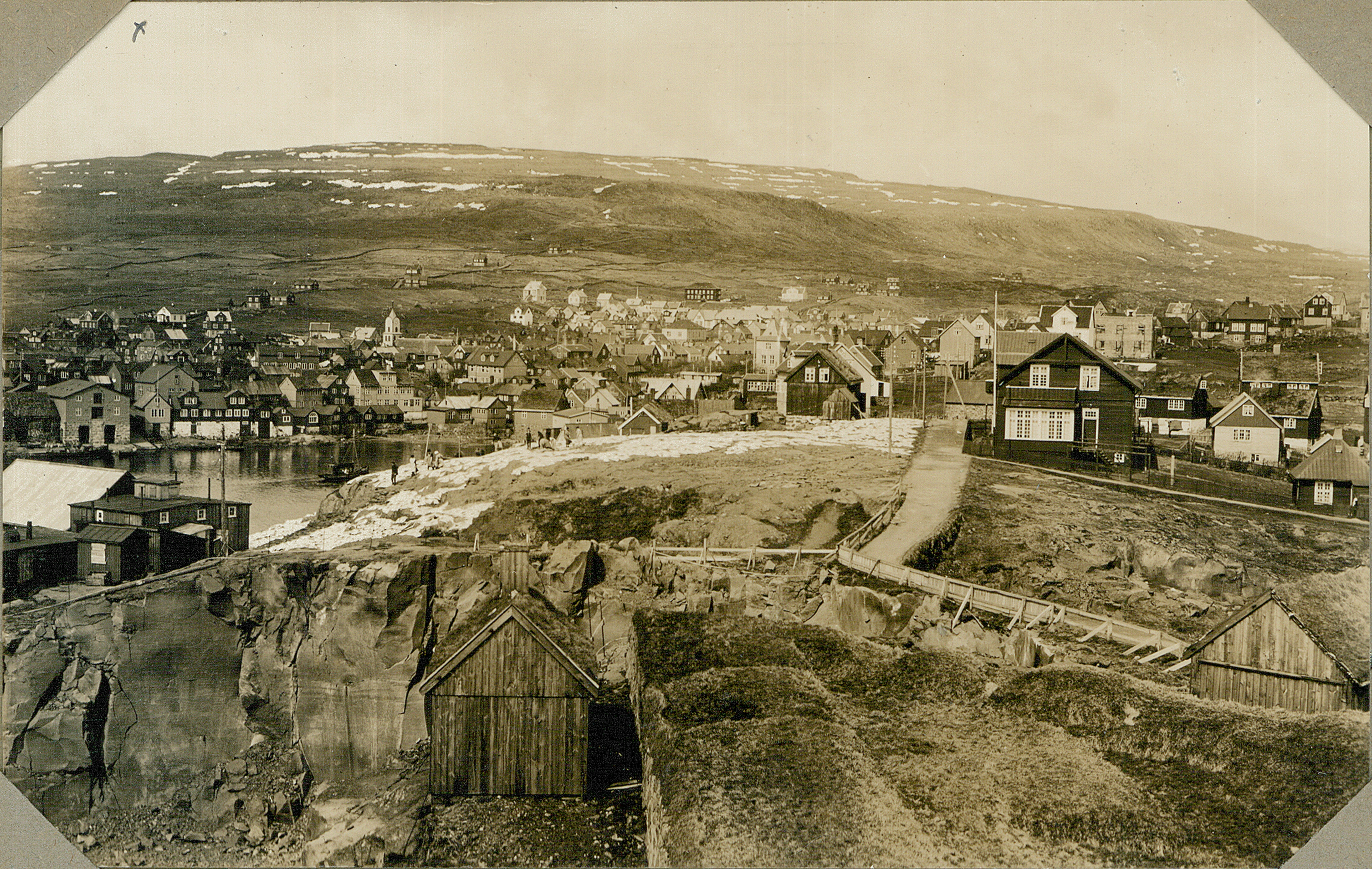
Столица острова — Торсхавн.

Важные линии снабжения Фарерских островов через Северное море, прежде всего в Данию, были прерваны во время войны. В это время население Фарерских островов представляли собой рыболовное сообщество, которое находилось в процессе модернизации рыболовства. Как правило, половина рыбы добывалась рыбаками с помощью морских шлюп, а другая половина — прибрежными рыбаками с моторных или гребных лодок. Сельское хозяйство находилось в застое, промышленность была незначительной, а ремесленники имели достаточно узкую специализацию. Сверри Патурссон писал в 1918 году, что «большинство фермеров, а также ремесленников занимаются рыболовством, и наоборот, большинство рыбаков занимаются сельским хозяйством».

С началом войны, в августе 1914 года, Дания прекратила все морские перевозки на Фарерские острова. Прошло больше месяца, прежде чем два корабля прибыли с необходимыми припасами. Импорт угля, нефти и соли был быстро ограничен. Запасы топлива уже были на низком уровне, поэтому многие рыболовные суда вынуждены были оставаться в порту. Уголь из Великобритании стоил 300 крон за тонну, что было слишком дорого для использования в быту. Добыча угля на Сувурое приобрела большое значение, но фарерский уголь был менее пригоден, чем британский, считалось, что на каждые два барреля британского угля приходится три барреля фарерского, что делало его менее пригодным для длительных морских перевозок. Оставшаяся потребность в топливе для бытовых нужд в значительной степени удовлетворялись за счёт торфа. Для масляных ламп использовали сало и китовый жир. 

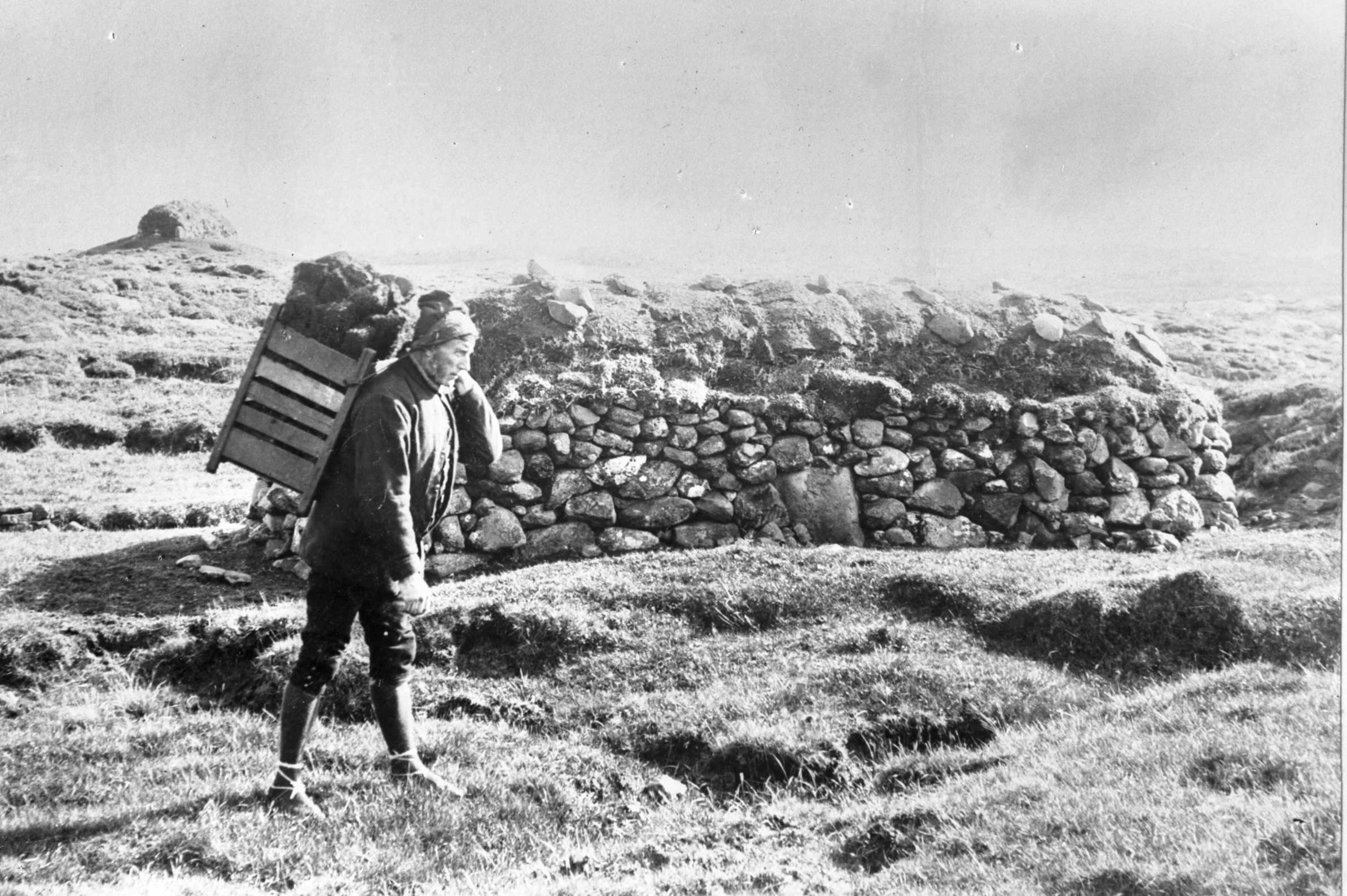
Мужчина несёт торф на Фарерских островах.

Также стало труднее получить одежду, продукты питания и предметы быта, такие как свечи, спички и мыло. Такие товары, как кофе и чай, стало труднее и дороже покупать, а зерно, муку, хлеб и сахар стали продавать по карточкам. Некоторые домохозяйки варили икру и подмешивали её в ржаную муку, чтобы она дольше хранилась. От нехватки товаров в первую очередь пострадала самая бедная часть населения, но вскоре дефицит товаров затрагивал всё больше людей. В 1916 году фарерская газета «Dimmalætting» писал об экономических условиях прошлого года:
«Никогда фарерцы не зарабатывали больше, чем в 1915 году. Любой, у кого было что продать, значительно заработал. Фермеры, рыбаки и торговцы рыбой получили значительные суммы денег. Никогда прежде в банки и сберегательные кассы не вкладывалось столько денег, как в 1915 году. Но для рабочих, которые жили только на свою заработную плату, и для тех, у кого была фиксированная заработная плата, лучший год был худшим годом.»
В конце 1919 года «Dimmalætting» подсчитала, что стоимость жизни была в 3-4 раза выше, чем до войны.

### Рыболовство, сельское хозяйство и китобойный промысел

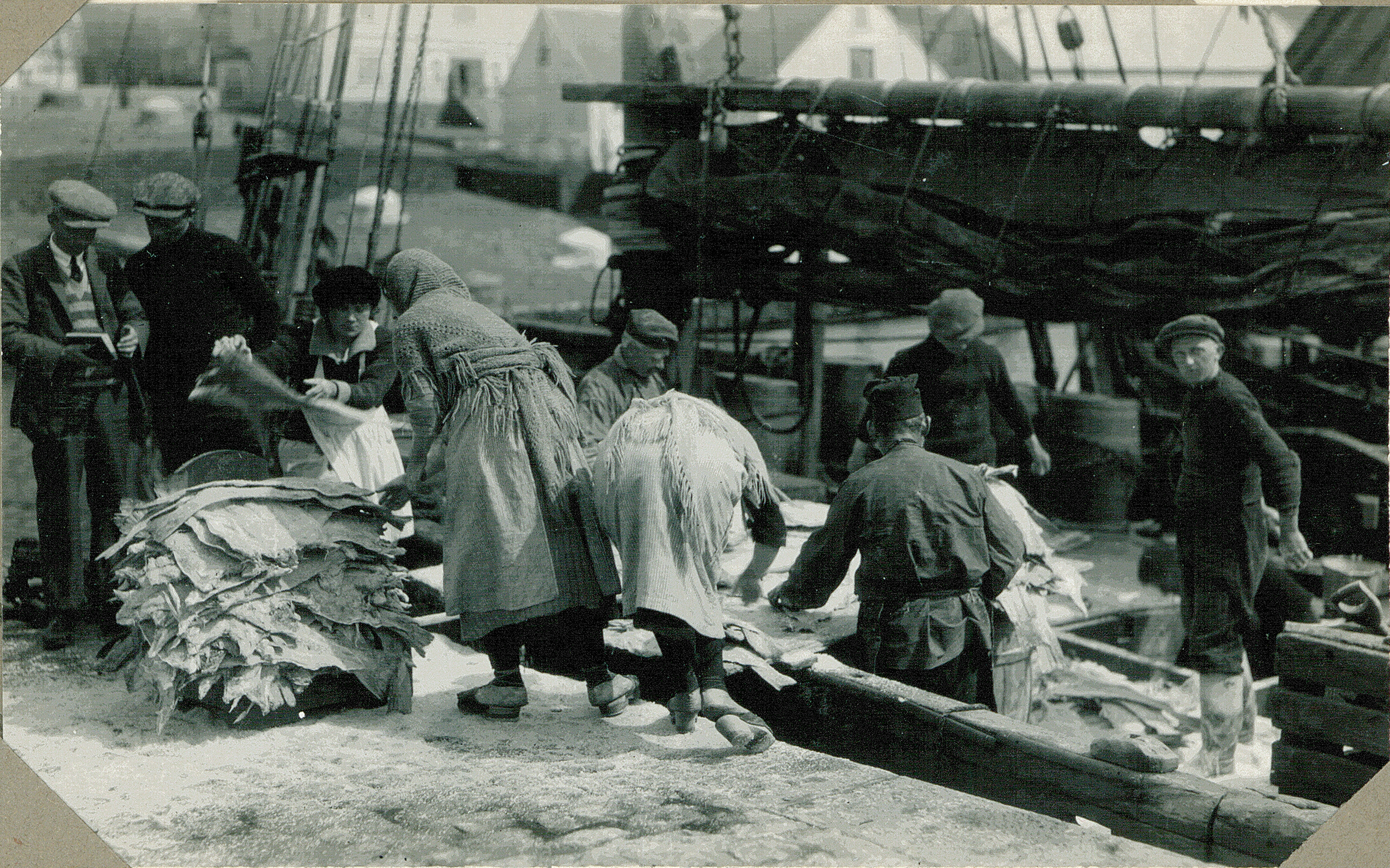
Выгрузка рыбы.

В первые зимние военные годы уловы рыб были невелики, а весенний промысел 1915 года пострадал из-за штормов. Однако во время войны цены были удовлетворительными, поэтому до начала в 1917 году неограниченной подводной войны, фарерцы в основном продавали клипфиска в южную Европу. С 1916 года Великобритания запретила экспорт в Норвегию и Данию, опасаясь, что противник будет снабжаться рыбой, поэтому Фарерские острова были вынуждены больше экспортировать в Великобританию и Южную Европу. После этого нехватка соли стала критической для приготовления клипфиска, хотя цены на рыбу продолжали расти. С 1914 по 1918 год общие доходы Фарерских островов от рыболовства выросли с 2,3 млн датских крон до 10 млн датских крон. Война задержала развитие полноценного морского порта в столице Торсхавне.
|                                                                        |                   | 1914 год | 1915 год | 1916 год | 1917 год | 1918 год |
| ---------------------------------------------------------------------- | ----------------- | -------- | -------- | -------- | -------- | -------- |
| Глубоководный промысел и речная рыбалка                                | 1000 килограмм    | 5 504    | 6 131    | 8 374    | 5 795    | 10 167   |
| Глубоководный промысел и речная рыбалка                                | 1000 датских крон | 1 755    | 2 761    | 3 953    | 3 029    | 7 516    |
| Прибережный промысел и рыбалка на лодке (вес указан только для трески) | 1000 килограмм    | 4 832    | 5 077    | 6 335    | 7 962    | 10 459   |
| Прибережный промысел и рыбалка на лодке (вес указан только для трески) | 1000 датских крон | 597      | 912      | 1 245    | 1 532    | 2 535    |
| В целом                                                                | 1000 датских крон | 2 352    | 3 673    | 5 198    | 4 561    | 10 051   |

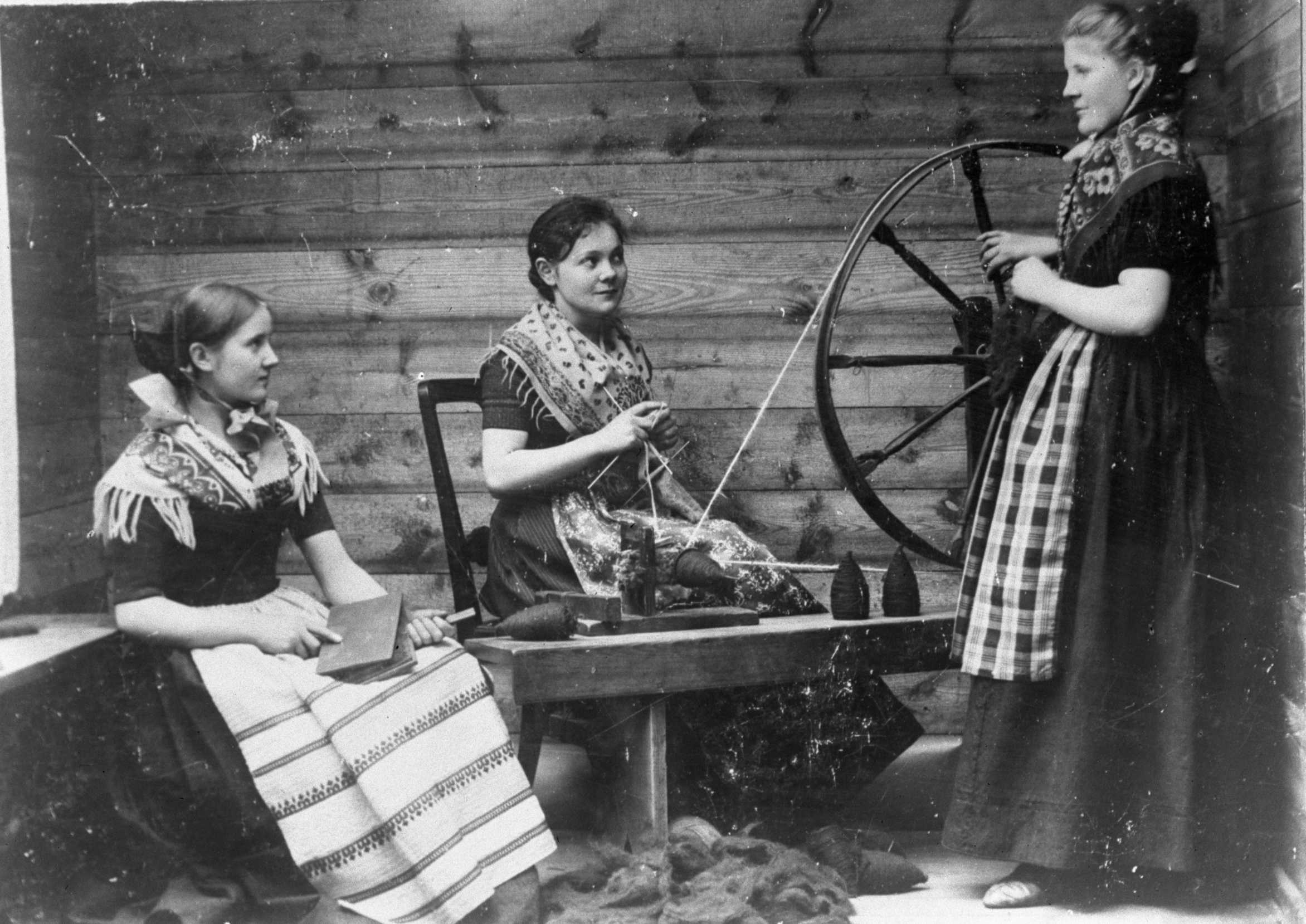
Женщины вырезают и прядут шерсть.

Сельское хозяйство традиционно основывалось на овцеводстве и скотоводстве для самообеспечения. В начале 1913 года погибло погибло 20 000 из 99 000 овец, но перед началом войны поголовье снова возросло до более чем 112 000 голов. С 1914 по 1919 год поголовье овец уменьшилось с 112 187 до 68 628, а крупного рогатого скота — с 4 456 до 3 625 голов. В 1918 году парламент установил максимальную цену на баранину, фермерам платили 120 центов за кг мяса, которое продавалось потребителям по 80 центов, но комитет по снабжению товарами не смог обеспечить соблюдение этой схемы.

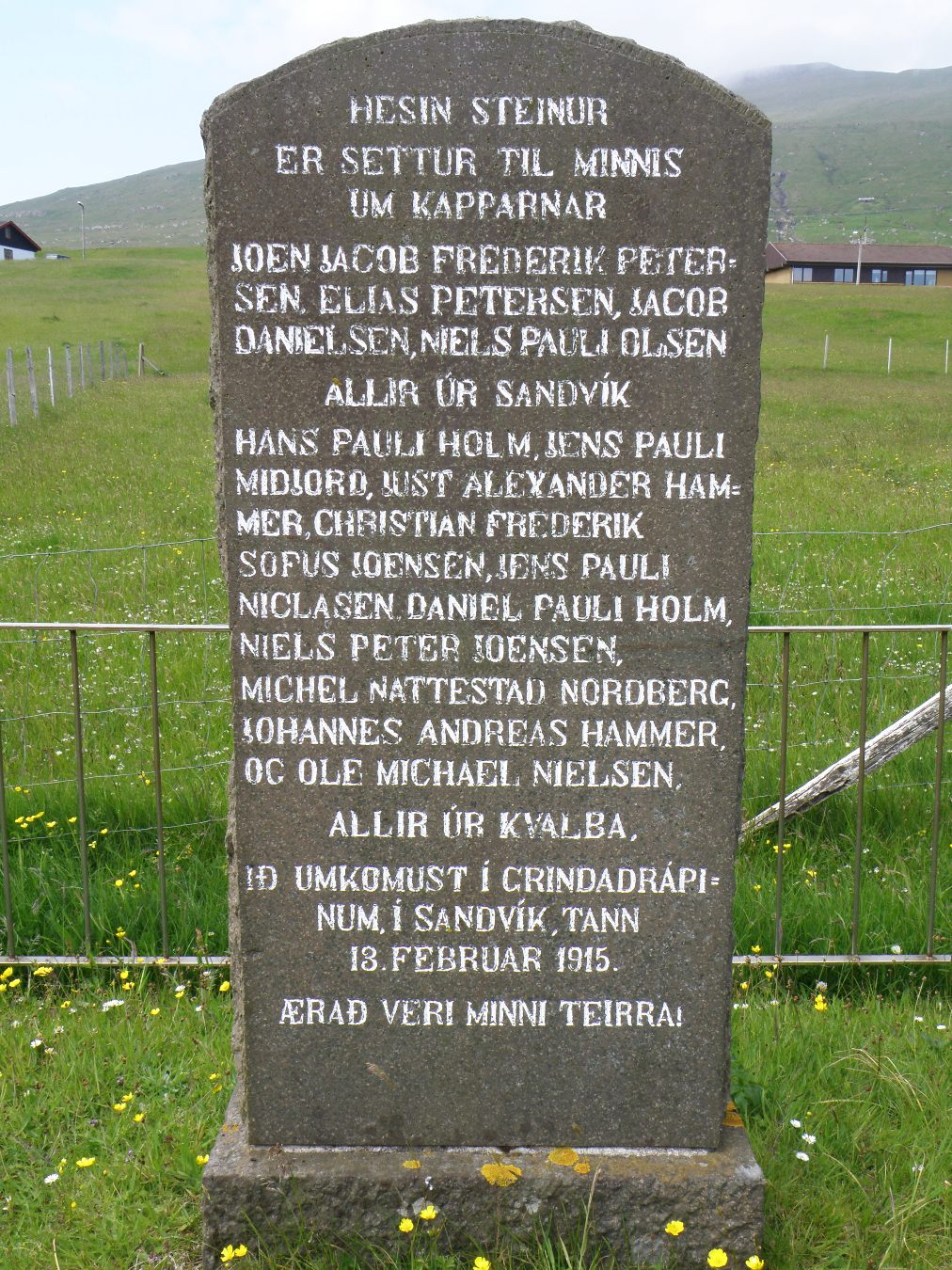
Мемориал погибшим 14 морякам

С конца 19 века на Фарерских островах вёлся коммерческий китобойный промысел. Крупнейшей китобойной компанией была «A/S Suderø», у которой большая часть экипажа была норвежской. Компания была основана Педером Богеном из Саннефьорда с семьёй Мортенсен из Твёройри в качестве вкладчиков. Начало войны в августе 1914 года прервало промысловый сезон, но рост цен во время войны сделал сезоны 1915 и 1916 годов очень прибыльными для участвовавших в них компаний, среди которых была и «A/S Suderø». В 1917 году ни одной китобойной компании не удалось начать промысел. Он сможет возобновиться только в 1920 году. Это также привело к закрытию китобойных станций на Фарерских островах. Судовые журналы ряда китобойных судов, которые плавали около Фарерских островов во время войны, были собраны музеем китобойного промысла и хранятся в вестфоллском архиве в Саннефьорде.
Традиционная рыбалка не прекращалась во время войны и стала ещё более важной в качестве добычи пищи для фарерцев. Всего за годы войны было отловлено 2 370 рыб. Улов в 1915 г. был особенно большим — 1199 особей. При среднем весе 600 кг этот годовой улов дал бы примерно 720 тонн мяса и сала, а общий улов в военные годы — 1422 тонны. 13 февраля 1915 года произошёл несчастный случай в Сандвике — 14 рыбаков из Сандвика и Квальбы утонули, две лодки перевернулись; выжить смог только один.

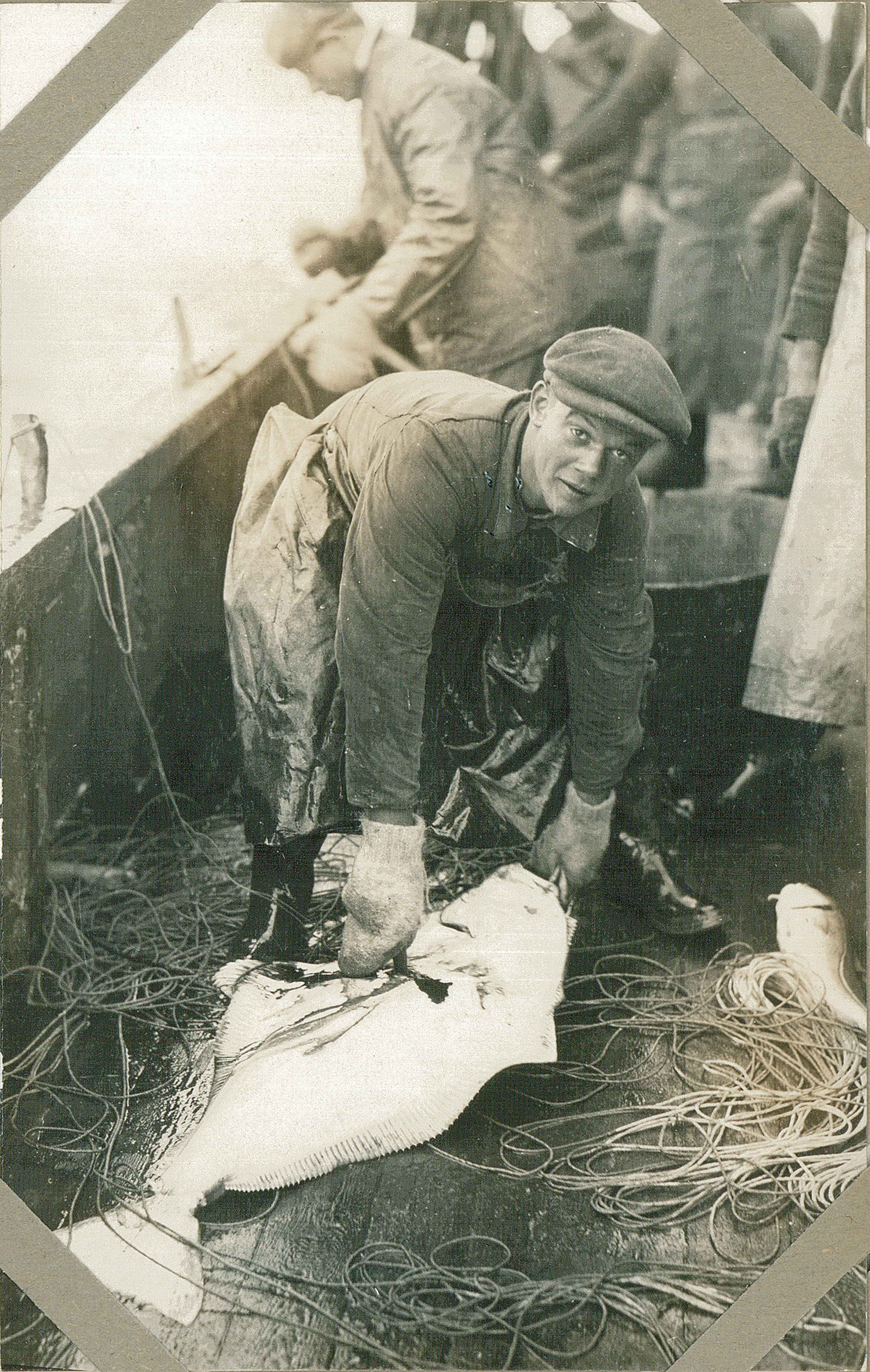
Фарерский рыбак поймал палтуса.

|                          |        | 1914 год | 1915 год | 1916 год | 1917 год | 1918 год |
| ------------------------ | ------ | -------- | -------- | -------- | -------- | -------- |
| Консервы                 | 100 кг | 724      | 602      | 518      | —        | —        |
| Солёное мясо             | —      | 14       | 238      | 127      | —        | —        |
| Клипфиск и солёная рыба  | —      | 71 521   | 68 586   | 88 857   | 61 706   | 90 418   |
| Сельдь                   | —      | 1        | 506      | 85       | 10       | —        |
| Другие рыбные продукты   | —      | 1 651    | 4 614    | 2 085    | 1 408    | 1 128    |
| Рыбий жир                | —      | 5 747    | 3 279    | 2 129    | 122      | —        |
| Китовый ус               | —      | 11       | 80       | 114      | —        | —        |
| Комбинированный корм     | —      | 365      | ?        | 1 494    | —        | —        |
| Гуано и костная мука     | —      | 1 596    | 4 870    | 2 644    | —        | —        |
| Перья                    | —      | 23       | 74       | 36       | —        | —        |
| Овчина                   | —      | 160      | 130      | 43       | —        | 50       |
| Лошади                   | шт.    | 28       | 66       | 105      | —        | —        |
| Крупный рогатый скот     | —      | —        | 53       | 15       | —        | —        |
| Шерсть                   | 100 кг | 378      | 576      | 16       | —        | 2        |
| Прочие шерстяные изделия | —      | 192      | 146      | 38       | 15       | 10       |

## Неограниченная подводная война и «Дело об обращении»

### Неограниченная подводная война

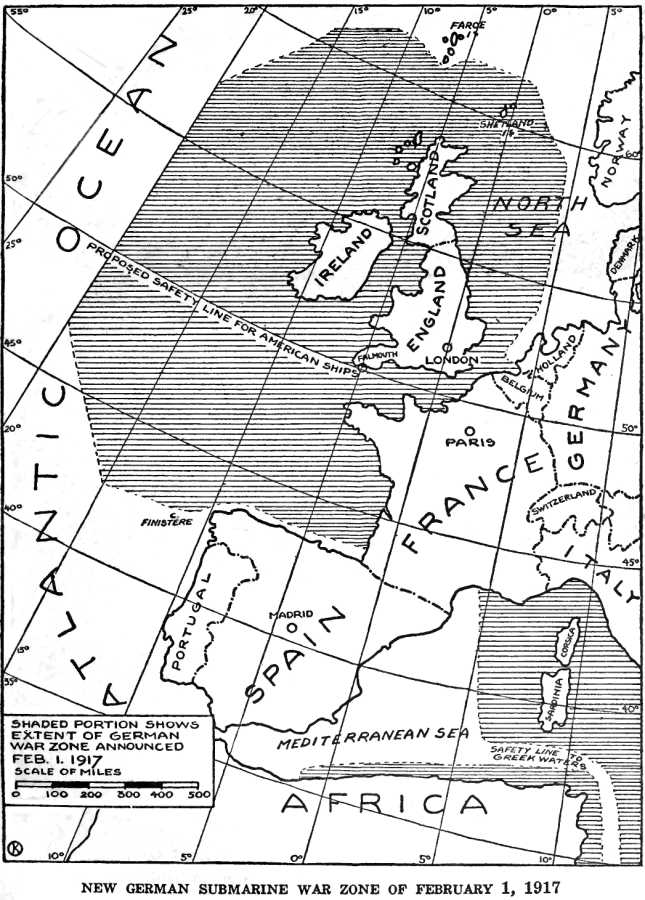
Карта зоны немецкой подводной войны 1917 года.

1 февраля 1917 года Германия объявила неограниченную подводную войну в зоне вокруг Великобритании, в которую также входили Фарерские острова и лучшие рыболовные берега к юго-западу от них. После этого Германия перестала уважать неприкосновенность нейтральных судов в пределах зоны. На встрече в Твёройри глава округа Фарерских островов Свеннинг Риттер сказал, что судовладельцы и моряки должны сами оценить риски промысла в этой зоне. В целом, промысел увеличился, поскольку цены на рыбу были высокими, а немецкие подводные лодки не проявляли там активности.
Утром 23 мая восемь фарерских шлюпов и два британских траулера на берегу были потоплены немецкими подводными лодками. Подводные лодки всплыли на поверхность, после чего немцы «вынудили экипаж сесть в гребные лодки, а затем применили бомбы замедленного действия для уничтожения кораблей». Благодаря хорошей погоде, все рыбаки выбрались на берег после многочасовой гребли, но событие сильно повлияло на островное сообщество. Сразу после данного события газета «Dimmalæting» написала:
«Потопление наших катеров на берегу очень сильно волнует всех и является общей темой для разговоров. […] Всем известно то, что неоднократно подчёркивалось, что рыбалка связана с опасностью, но, с другой стороны, нельзя было ожидать, что немцы поступят так безжалостно по отношению к экипажам: бросят их в маленькие лодки на произвол судьбы. Поскольку на берегу стояло несколько кораблей, не составило бы труда дать один из них для экипажа с затонувших судов.»
В июле 1917 года немецкая подводная лодка торпедировала грузовые корабли датской компании DFDS «Vesta» и «Ceres», которые, в числе прочего, перевозили соль на Фарерские острова. Семь матросов погибли. На борту «Vesta» также находились пятеро фарерских моряков, все они выжили. На спасательных шлюпках они проплыли 50 морских миль на север к Сумбе.

### Почтовая служба
Фарерские острова имели телеграфную связь с Исландией и Шетландскими островами (и через них с континентом) с тех пор, как Great Nordic Telegraph Company открыла свой кабель в 1906 году. Почтовое судно в Данию и Гренландию по-прежнему оставалось самым важным средством связи, но многочисленные препятствия на море сильно задерживали почту. Её приходилось отправлять вручную через Великобританию, где письма также подвергались британской цензуре.
Американская художница и журналист Элизабет Тейлор жила на Фарерских островах на протяжении всей войны и написала много писем в Англию, описывая «путешествие сначала в Данию, затем на Шетландские острова, Оркнейские острова, Шотландию и, наконец, в Англию, часто путешествие длилось 3-4 недели на различных судах». Сочинения Тейлор хранятся в Историческом обществе Миннесоты, а её рассказы о путешествиях опубликованы в виде книг.

### «Дело об обращении»
Великобритания потребовала, чтобы суда, курсирующие между Данией и Фарерскими островами, заходили в Керкуолл на Оркнейских островах для проверки на наличие военной контрабанды. Таким образом, все корабли заходили в зону действия подводный лодок дважды за маршрут, что было очень опасно из-за неограниченной подводной войны. Исландия самостоятельно вела переговоры с Соединённым Королевством и, среди прочего, имела западный торговый путь в Америку с молчаливого согласия датских властей. Ещё в 1916 году парламент решил отправить торговцев С. П. Петерсена и Йенса Эвенсена из Фуглафьордура в Исландию, чтобы «изучить возможности объединённых исландско-фарерских деловых отношений с Америкой».

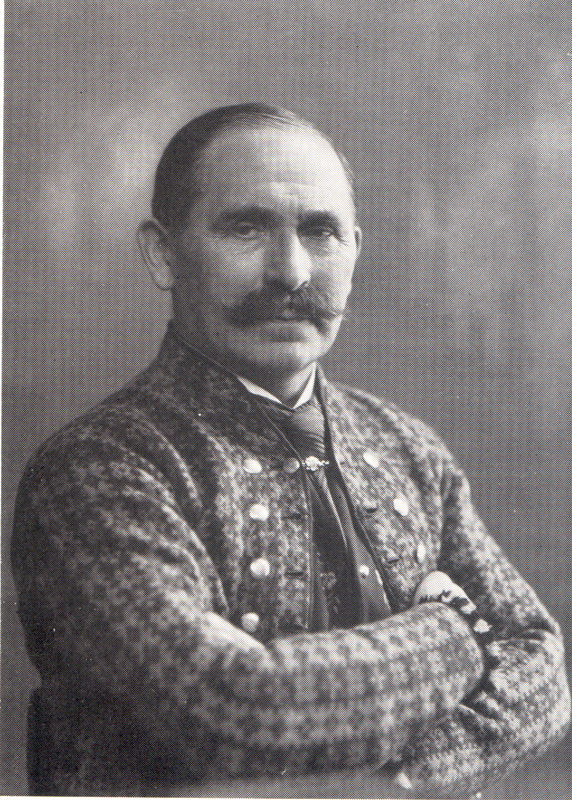
Националист Йоаннес Патурссон

С началом войны Лёгтинг создал комитет по снабжению товарами. С 1914 по 1918 год «Партия союза», ориентированная на датчан, составляла большинство в парламенте, в то время как более националистская партия «Новое самоуправление» составляла меньшинство, поэтому большинство в комитете по снабжению товарами также составляли члены партии союза. Окончательная ответственность за безопасность снабжения лежала на губернаторе округа Свеннинге Риттере. Было необходимо провести переговоры между комитетом по товарным поставкам и датскими властями вместе с британскими. Движение за самоуправление Фарерских островов увидело возможность как обеспечить Фарерские острова необходимыми припасами, так и нанести политическое поражение партии союза и связанным с ней комитетом по снабжению товарами. Националистская партия и её лидер Йоаннес Патурссон организовали «обращение», то есть открытое письмо к британскому правительству с просьбой открыть торговый путь на запад. Обращение подписали 3 242 фарерца старше 18 лет, треть взрослого населения островов.
Обращение пытались отправить в обход губернатора графства и парламента, но он был отклонён как британским консулом в Торсхавне, так и датским посланником в Лондоне. Поскольку обращение должно было пройти через Министерство иностранных дел Дании оно так и не дошло до адресата. Британский консул был «очень осторожен, чтобы не нарушать суверенитет Дании или вмешиваться в местную политику Фарерских островов», поэтому «все фарерские запросы британскому правительству должны были быть одобрены представителем датского правительства». В апреле 1917 года министерству иностранных дел Дании удалось отправить на Фарерские острова пароход «Island» с 700 тоннами продовольствия, так что ситуация со снабжением была в значительной степени решена. Позже желание Фарерских островов было удовлетворено британцами, так что некоторые фарерские корабли получили разрешение плыть на запад, при условии если суда будут проверяться в Галифаксе, городе Канады, которая была тогда британским доминионом. «Некоторое время Фарерцы снабжались товарами из Исландии, частично напрямую из Америки, а рыболовным судам разрешалось свободно плавать», — вспоминал позже Патурссон.
В то время как этот процесс происходил весной и летом 1917 года, губернатор Риттер подвергался резкой критике со стороны фарерской прессы, прежде всего со стороны газеты «Tingakrossur», как агент-провокатор. Риттера поддержал Карл Теодор Зале, соучредитель левой датской партии и датский премьер-министр, который однако также поддерживал фарерских националистов. Карл попросил Риттера поддержать фарерского националиста Эдварда Митенса перед парламентскими выборами 1918 года. Карл Зале также спровоцировал губернатора и членов парламента, предпочтя националистки настроенного Якупа Даля на посту губернатора Фарерских островов. После всеобщих выборов в апреле 1918 году была создана парламентская комиссия для изучения как действий Зале по отношению к Риттеру, так и «дела об обращении». "Это была почти измена ", — прокомментировал свою роль Патурссон. Комиссия представила свой отчёт в январе 1920 года, резко критикуя Зале и Патурссона, но этот вопрос вскоре отошёл на второй план из-за пасхальным кризисом, приведшим к отставке Зале с поста премьер-министра. После пасхального кризиса бывший губернатор Риттер стал министром юстиции в датском правительстве Неергора и проводил жёсткую политику в отношении Фарерских островов.
Отчёт парламентской комиссии с приложениями занимает почти 1000 страниц. На основании отчёта было проведено историческое исследование «дела об обращении». Мемуары консула Великобритании Генри Монтегю Вильерса были опубликованы в виде книги на английском и фарерском языках.

## Отношения с Норвегией
После распада шведско-норвежской унии Норвегия также учредила вице-консульство в Торсхавне в 1906 году. Во время Первой мировой войны вице-консульство продолжало действовать в качестве постоянного связующего звена между Норвегией и Фарерскими островами. Архивы норвежского вице-консульства хранятся в Национальном архиве Норвегии.

## Фарерцы в боевых действиях

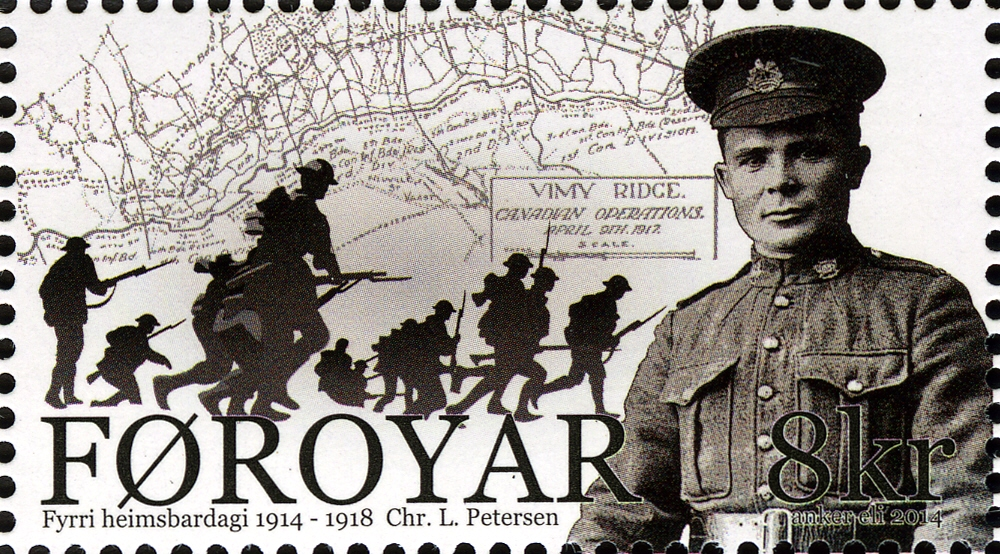
Кристиан Людвиг Петерсен, изображённый на фарерской марке 2014 года.

Некоторые фарерцы, живущие за границей, принимали участие в боевых действиях во время мировой войны:
- Кристиан Людвиг Петерсен из Квивика[англ.] эмигрировал в Канаду перед войной. 26-летний Петерсен служил в 16-м батальоне Канадского экспедиционного корпуса[англ.] на Западном фронте с 1916 по 1918 год. Корпус понёс большие потери, и Петерсен был тяжело травмирован. Он вернулся на Фарерские острова, где поселился фермером в Кальдбаке[52].
- Софус Йоханнесен из Торсхавна эмигрировал со своей женой и стал гражданином Великобритании в 1911 году[53]. Он был торговцем в шотландской городе Лите[54]. Йоханнессен служил рядовым в 11-м батальоне Аргайлских и Сазерлендских горцев в британской армии и пал на Западном фронте в 1918 году в возрасте 41 года[55]. Похоронен на британском военном кладбище[56].
- Самуэль Петер Петерсен из Фуглафьордюра погиб на западном фронте в апреле 1917 года в возрасте 25 лет[57].
- Никодимус Фредерик Никодимуссен из Скалавика[англ.] эмигрировал в США. Он был 23-летним рыбаком, жившем в Бостоне, когда поступил на службу в армию США в июне 1917. Был тяжело ранен на Западном фронте в сентябре 1918 года, но выжил, выздоровел и был освобождён от дальнейшей военной службы[58].

## Последствия войны для движения за самоуправления

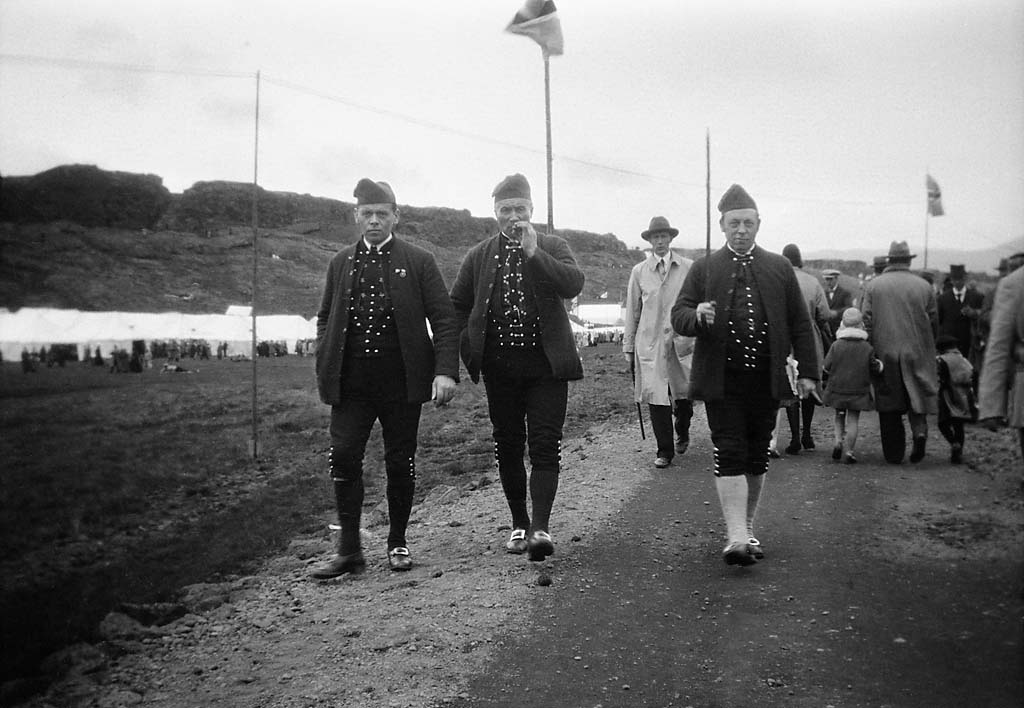
Трое фарерцев в национальных костюмах во время международной студенческой встречи в Тингведлире в Исландии, 1930 год.

Как и во время наполеоновских войн, Дания оказалась не в состоянии защитить Фарерские острова, Исландию и Гренландию во время Первой мировой войны. Партия «Новое самоуправление» выиграла парламентские выборы на Фарерских островах в 1916 и 1918 годах, но в 1916 году на выборах претендовали только на места в южных частях страны, поэтому партия не получила большинства до выборов 1918 года, когда женщины также впервые получили право голоса. Якуп Даль в то время был самопровозглашённым членом парламента и голосовал за националистскую партию. Фарерский парламент вскоре получил законодательные полномочия в особых вопросах Фарерских островов.
Падение империй и образование ряда новых национальных государств в Европе после Первой мировой войны повлияли на развитие национализма, в том числе на Фарерских островах. После войны принцип самоопределения народов также получил большее распространение в международном праве. Внутри Дании дебаты разгорелись из-за вопроса о Южной Ютландии, где после Версальского договора был проведён референдум о присоединие к Дании, также Исландия стала независимым государством в личной унии с Данией. Историк Ханс Андриас Сёльвара указывает на предложение датского правительства провести референдум о независимости от Дании в 1930 году как на первое признание того, что «фарерский народ имел исторически и культурно оправданное право отделиться от Датского королевства». «Дело об обращение» и отчёт Комиссии, который некоторые фарерцы назвали Fúlabók (злой книгой), усилили антагонизм между фарерским движением за самоуправление и датскими властями. Члены парламента Фарерских островов, как например Оливер Эфферсё, обострили противоречия, обвинив движение самоуправления в том, что оно «сепаратисты» и «ненавистники датчан», хотя Йоаннес Патурссон и другие сторонники самоуправления в то время хотели только самоуправления на Фарерских островах, а не отделение от Дании. Конфликт обострился в 1920-х и 1930-х годах, приняв форму де-факто сепаратистского движения, политическим лидером которого был Патурссон.